# Think Warm Thoughts
Think Warm Thoughts is de elfde aflevering van het vierde seizoen van de televisieserie ER, die voor het eerst werd uitgezonden op 8 januari 1998.

## Verhaal
Het is een ijzig koude avond en de SEH wordt overspoeld met verkleumde dakloze mensen. 
Dr. Weaver is druk bezig om het management proberen te overtuigen om in zee te gaan met Synergix.
De zoon van dr. Anspaugh, Scott, wordt binnengebracht op de SEH. Scott heeft in het verleden een gevecht geleverd met kanker, nu zijn ze bang dat het weer terug is. Jeanie behandelt Scott en zij kunnen het samen goed vinden.
Dr. Corday is blij dat Allison Beaumont weer bij kennis is, alleen zij is er niet gerust op omdat haar stem nog niet mee wil werken. Achter de rug van dr. Romano om regelt zij een beroemde chirurg voor haar stembanden. Dr. Romano komt hierachter en is woedend op haar. 
Dr. Ross en Hathaway overwegen te gaan trouwen, zij moeten alleen nog een hindernis nemen. De moeder van Hathaway is niet blij met de relatie tussen haar dochter en dr. Ross. 
Op de SEH maakt het personeel kennis met een oude bekende, het is dr. William 'Wild Willy' Swift als dokter van Synergix.
Dr. Greene ontdekt tot zijn ontsteltenis nog een oudere dame die verkracht is. Hij is bang dat er een serieverkrachter actief is die oudere vrouwen aanvalt. 
Dr. Carter en dr. Benton geven beiden een presentatie aan mensen die overwegen dokter te willen worden. Dr. Carter raakt in contact met een deelneemster en besluit haar mee te nemen naar de SEH voor een rondleiding.

## Rolverdeling

### Hoofdrol
- Anthony Edwards - Dr. Mark Greene
- George Clooney - Dr. Doug Ross
- Noah Wyle - Dr. John Carter
- Eriq La Salle - Dr. Peter Benton
- Laura Innes - Dr. Kerry Weaver
- Alex Kingston - Dr. Elizabeth Corday
- Maria Bello - Dr. Anna Del Amico
- Paul McCrane - Dr. Robert 'Rocket' Romano
- Clancy Brown - Dr. Ellis West
- John Aylward - Dr. Donald Anspaugh
- Trevor Morgan - Scott Anspaugh
- Michael Ironside - Dr. William 'Wild Willy' Swift
- Dennis Boutsikaris - Dr. David Kotlowitz
- Gloria Reuben - Jeanie Boulet
- Julianna Margulies - verpleegster Carol Hathaway
- Rose Gregorio - Helen Hathaway
- Conni Marie Brazelton - verpleegster Connie Oligario
- Laura Cerón - verpleegster Chuny Marquez
- Lily Mariye - verpleegster Lily Jarvik
- Gedde Watanabe - verpleger Yosh Takata
- Kristin Minter - Randi Fronczak

### Gastrol
- Telma Hopkins - Carlene
- Erica Yohn - Ann Reilly
- Brad William Henke - John
- Sarah Hudnut - Laura Brown
- Mariska Hargitay - Cynthia Hooper
- Stacey Travis - rechercheur Weller
- Dena Burton - Mariah
- Scott Donovan - Jason
- Bob Glouberman - Jeff
- Michele Morgan - Allison Beaumont

en vele andere